# .中国
.中国 е интернет домейн от първо ниво за Китай. Това е китайското име на домейн за Китай.